# استودان و محوطه ده مورد
استودان و محوطه ده مورد مربوط به دوره ساسانیان است و در شهرستان کهگیلویه، بخش چاروسا، روستای ده مورد واقع شده و این اثر در تاریخ ۲۴ فروردین ۱۳۸۲ با شمارهٔ ثبت ۸۳۳۲ به‌عنوان یکی از آثار ملی ایران به ثبت رسیده است.